# レンセラー駅
レンセラー駅（英語：Rensselaer Station）は、インディアナ州レンセラー ノース・カレン・ストリート776にある駅。

## 利用可能な鉄道路線／列車
アムトラックの停車する列車は下記の通り。
シカゴとワシントン間の夜行長距離列車カーディナル号… 週3往復停車
シカゴとインディアナポリス間の昼行中距離列車フージャー・ステート号… 週4往復停車（カーディナル号の運休日に運行）